# Drużynowe Mistrzostwa Świata na Żużlu 1981
Drużynowe Mistrzostwa Świata na Żużlu 1981 – dwudziesta druga edycja w historii.

## Eliminacje interkontynentalne

### Finał nordycki
| 28 maja 1981, Tampere, Finlandia                                                                            | 28 maja 1981, Tampere, Finlandia                                                                                   | 28 maja 1981, Tampere, Finlandia                                                                                   | 28 maja 1981, Tampere, Finlandia                                                                              |
| Zwycięzca                                                                                                   | 2. miejsce | 3. miejsce | 4. miejsce |
| --- | --- | --- | --- |
| Dania – 37 - Hans Nielsen – 11 - Bo Petersen – 10 - Tommy Knudsen – 8 - Erik Gundersen – 8 - brak zawodnika | Szwecja – 30 - Jan Andersson – 10 - Hans Danielsson – 8 - Tommy Nilsson – 6 - Richard Hellsén – 6 - brak zawodnika | Finlandia – 19 - Kai Niemi – 5 - Ari Koponen – 5 - Olli Tyrväinen – 4 - Pekka Hautamäki – 3 - Veijo Tuoriniemi – 2 | Norwegia – 10 - Rolf Gramstad – 8 - Dag Haaland – 2 - Jörn Haugvalstad – 0 - Roy Otto – 0 - Yngve Madland – 0 |

Awans: Dania i Szwecja do finału interkontynentalnego

### Finał zamorski
| 17 maja 1981, Reading, Wielka Brytania                                                                                    | 17 maja 1981, Reading, Wielka Brytania                                                                                     | 17 maja 1981, Reading, Wielka Brytania                                                                         | 17 maja 1981, Reading, Wielka Brytania                                                                      |
| Zwycięzca | 2. miejsce | 3. miejsce | 4. miejsce                                                                                                  |
| --- | --- | --- | --- |
| Wielka Brytania – 36 - Michael Lee – 11 - Dave Jessup – 10 - Chris Morton – 9 - Gordon Kennett – 6 - rez. John Davis – ns | Stany Zjednoczone – 32 - Bruce Penhall – 11 - Bobby Schwartz – 8 - Scott Autrey – 8 - Dennis Sigalos – 3 - Kelly Moran – 2 | Australia – 20 - Billy Sanders – 7 - John Titman – 6 - Phil Crump – 4 - Gary Guglielmi – 3 - Danny Kennedy – 0 | Nowa Zelandia – 8 - Tony Briggs – 4 - Mitch Shirra – 2 - Bruce Cribb – 1 - Larry Ross – 1 - Ivan Mauger – 0 |

Awans: Wielka Brytania i Stany Zjednoczone do finału interkontynentalnego

### Finał interkontynentalny
| 28 czerwca 1981, King’s Lynn, Wielka Brytania                                                                     | 28 czerwca 1981, King’s Lynn, Wielka Brytania                                                                       | 28 czerwca 1981, King’s Lynn, Wielka Brytania                                                                                   | 28 czerwca 1981, King’s Lynn, Wielka Brytania                                                                         |
| Zwycięzca | 2. miejsce | 3. miejsce | 4. miejsce |
| --- | --- | --- | --- |
| Dania – 31 - Ole Olsen – 9 - Erik Gundersen – 9 - Tommy Knudsen – 7 - Hans Nielsen – 6 - rez. Preben Eriksen – ns | Wielka Brytania – 30 - Michael Lee – 9 - Dave Jessup – 8 - Chris Morton – 9 - Steve Bastable – 4 - Kenny Carter – 0 | Stany Zjednoczone – 26 - Bruce Penhall – 9 - Bobby Schwartz – 6 - Dennis Sigalos – 6 - Kelly Moran – 5 - rez. Scott Autrey – ns | Szwecja – 9 - Jan Andersson – 4 - Tommy Nilsson – 3 - Richard Hellsén – 1 - Hans Danielsson – 0 - Anders Michanek – 0 |

Awans: Dania i Wielka Brytania do wielkiego finału

## Eliminacje Kontynentalne

### Ćwierćfinały
| 17 maja 1981, Brokstedt, Niemcy | 17 maja 1981, Brokstedt, Niemcy | 17 maja 1981, Brokstedt, Niemcy | 17 maja 1981, Brokstedt, Niemcy |
| Zwycięzca | 2. miejsce | 3. miejsce | 4. miejsce |
| --- | --- | --- | --- |
| RFN – 43 - Egon Müller – 12 (3, 3, 3, 3) - Alois Wiesböck – 12 (3, 3, 3, 3) - Georg Hack – 11 (2, 3, 3, 3) - Georg Gilgenreiner – 8 (3, 0, 3, 2) - rez. Waldemar Bacik – ns | Holandia – 24 - Henny Kroeze – 9 (2, 3, 2, 2) - Rudi Muts – 6 (2, 2, 1, 1) - Henk Steman – 5 (3, 2, 0, 0) - Frits Koppe – 4 (2, 0, -, 2) - rez. Wil Stroes – 0 (0) | Austria – 22 - Walter Grubmüller – 7 (1, 2, 1, 3) - Heinrich Schatzer – 6 (0, 2, 2, 2) - Herbert Szerecs – 5 (1, 1, 2, 1) - rez. Adi Funk – 4 (1, 0, 2, 1) - Robert Funk – ns | Bułgaria – 7 - Angel Eftimov – 3 (0, 1, 1, 1) - Orlin Janakiev – 2 (0, 1, 1, 0) - Nikolai Manev – 2 (1, 1, 0, 0) - Weselin Markow – 0 (0, 0, 0, 0) - rez. Zachari Zachariev – ns |

Awans: RFN i Holandia do półfinału kontynentalnego
| 1981, Debrecen, Węgry | 1981, Debrecen, Węgry                                                                                              | 1981, Debrecen, Węgry | 1981, Debrecen, Węgry                                                                                     |
| Zwycięzca | 2. miejsce | 3. miejsce | 4. miejsce                                                                                                |
| --- | --- | --- | --- |
| ZSRR – 39 - Grigori Khlinovsky – 10 - Wiktor Kuzniecow – 10 - Mikhail Starostin – 10 - Valeri Gordeev – 9 - brak zawodnika | Węgry – 37 - Zoltán Adorján – 10 - István Sziráczki – 10 - Zoltán Hajdú – 9 - Janos Oresko – 5 - Ferenc Farkas – 3 | Włochy – 14 - Guiseppe Marzotto – 5 - Giovanni Brizzolari – 3 - Armando Dal Chiele – 3 - Gianni Famari – 2 - Mauro Ferraccioli – 1 | Jugosławia – 6 - Stefan Kekec – 4 - Vlado Kocuvan – 1 - Kreso Omerzel – 1 - Smidt – 0 - Darko Tominac – 0 |

Awans: ZSRR i Węgry do półfinału kontynentalnego

### Półfinał
| 28 czerwca 1981, Badia Polesine, Włochy                                                                                      | 28 czerwca 1981, Badia Polesine, Włochy                                                                      | 28 czerwca 1981, Badia Polesine, Włochy                                                                             | 28 czerwca 1981, Badia Polesine, Włochy                                                               |
| Zwycięzca | 2. miejsce                                                                                                   | 3. miejsce | 4. miejsce                                                                                            |
| --- | --- | --- | --- |
| ZSRR – 33 - Michaił Starostin – 10 - Wiktor Kuzniecow – 9 - Anatolij Maksimow – 9 - Gregorij Khlynovski – 5 - brak zawodnika | Niemcy – 32 - Karl Maier – 11 - Georg Hack – 10 - Georg Gilgenreiner – 4 - Frits Bauer – 4 - Egon Müller – 3 | Węgry – 18 - István Sziráczki – 9 - Ferenc Farkas – 4 - Laszlo Meszaros – 2 - Janos Oresko – 2 - Zoltán Adorján – 1 | Holandia – 13 - Henny Kroeze – 5 - Frits Koppe – 4 - Henk Steman – 2 - Rudy Muts – 2 - brak zawodnika |

Awans: ZSRR i Niemcy do finału kontynentalnego

### Finał
| 11 lipca 1981, Leningrad, ZSRR                                                                                  | 11 lipca 1981, Leningrad, ZSRR                                                                                                  | 11 lipca 1981, Leningrad, ZSRR                                                                                    | 11 lipca 1981, Leningrad, ZSRR                                                                               |
| Zwycięzca | 2. miejsce | 3. miejsce | 4. miejsce                                                                                                   |
| --- | --- | --- | --- |
| Niemcy – 32 - Egon Müller – 11 - Karl Maier – 10 - Georg Hack – 7 - Georg Gilgenreiner – 3 - Alois Wiesböck – 1 | ZSRR – 27 - Wiktor Kuzniecow – 8 - Gregorij Khlynovski – 8 - Michaił Starostin – 6 - Anatolij Maksimow – 5 - Georgij Ivanov – 0 | Czechosłowacja – 21 - Aleš Dryml – 7 - Jiri Stancl – 6 - Milan Spinka – 4 - Vaclav Verner – 4 - Zdenek Kudrna – 0 | Polska – 14 - Roman Jankowski – 6 - Edward Jancarz – 4 - Zenon Plech – 3 - Jerzy Rembas – 1 - Marek Kępa – 0 |

Awans: ZSRR i Niemcy do wielkiego finału

## Wielki Finał
| 16 sierpnia 1981, Olching, Niemcy | 16 sierpnia 1981, Olching, Niemcy | 16 sierpnia 1981, Olching, Niemcy | 16 sierpnia 1981, Olching, Niemcy |
| Zwycięzca | 2. miejsce | 3. miejsce | 4. miejsce |
| --- | --- | --- | --- |
| Dania – 36 - Hans Nielsen – 11 (3, 3, 3, 2) - Erik Gundersen – 9 (3, 3, 1, 2) - Tommy Knudsen – 9 (2, 3, 2, 2) - Ole Olsen – 6 (2, 1, 3, -) - rez. Finn Thomsen – 1 (1) | Wielka Brytania – 29 - Chris Morton – 11 (3, 2, 3, 3) - Kenny Carter – 9 (3, 2, 1, 3) - John Davis – 5 (1, 2, 2, ef) - Dave Jessup – 3 (ef, 1, -, 2) - Gordon Kennett – 1 (1) | Niemcy – 28 - Egon Müller – 10 (2, 3, 2, 3) - Karl Maier – 8 (2, 1, 2, 3) - Georg Hack – 5 (1, 2, 1, 1) - Georg Gilgenreiner – 5 (0, 1, 3, 1) - rez. Alois Wiesböck – ns | ZSRR – 3 - Wiktor Kuzniecow – 2 (1, 0, 0, 1) - Nikolaj Kornev – 1 (1, -, -, ef) - Valerij Gordeev – 0 (0, 0, 0, 0) - Michaił Starostin – 0 (0, 0, f, -) - rez. Anatolij Maksimow – 0 (0, 0, 0) |

Bieg po biegu: 
Bieg 1 Nielsen, Muller, Kornev, Jessup (ef)
Bieg 2 Morton, Olsen, Kuznetsov, Gilgenreiner
Bieg 3 Gundersen, Maier, Davis, Starostin
Bieg 4 Carter, Knudsen, Hack, Gordeev
Bieg 5 Knudsen, Morton, Maier, Maximov
Bieg 6 Gundersen, Hack, Jessup, Kuznetsov
Bieg 7 Muller, Carter, Olsen, Starostin
Bieg 8 Nielsen, Davis, Gilgenreiner, Gordeev
Bieg 9 Olsen, Davis, Hack, Maximov
Bieg 10 Nielsen, Maier, Carter, Kuznetsov
Bieg 11 Gilgenreiner, Knudsen, Kennett, Starostin (f)
Bieg 12 Morten, Muller, Gundersen, Gordeev
Bieg 13 Muller, Knudsen, Kuznetsov, Davis (ef)
Bieg 14 Carter, Gundersen, Gilgenreiner, Kornev (ef)
Bieg 15 Morton, Nielsen, Hack, Maximov
Bieg 16 Maier, Jessup, Thomsen, Gordeev